# Lucy Brown (Tennisspielerin)
Lucy Brown (* 11. Januar 1993 in Stockport, Greater Manchester) ist eine ehemalige britische Tennisspielerin.

## Karriere
Brown spielte vor allem auf dem ITF Women’s Circuit, wo sie sechs Titel im Doppel gewinnen konnte.
2009 wurde sie U16-Landesmeisterin im Doppel.
2010 erhielt sie eine Wildcard für die Qualifikation zu den Wimbledon Championships. Sie verlor aber bereits in der ersten Runde gegen Shenay Perry mit 2:6 und 5:7. Im Juniorinneneinzel und Juniorinnendoppel verlor sie ebenfalls in der ersten Runde.
2011 spielte sie erneut das Juniorinneneinzel und Juniorinnendoppel in Wimbledon, verlor aber sowohl im Einzel als auch im Doppel bereits in der ersten Runde.
2015 trat sie in der Qualifikation der Wimbledon Championships an, wo sie gegen Maria Sanchez mit 6:4, 3:6 und 2:6 verlor.
Im September 2016 spielte sie ihr letztes Profiturnier und wird seit Ende Oktober 2016 nicht mehr in den Weltranglisten geführt.

## Turniersiege

### Doppel
| Nr. | Datum              | Turnier    | Kategorie   | Belag             | Partnerin            | Finalgegnerinnen                  | Ergebnis         |
| --- | ------------------ | ---------- | ----------- | ----------------- | -------------------- | --------------------------------- | ---------------- |
| 1.  | 17. April 2011     | Antalya    | ITF $10.000 | Hartplatz         | Francesca Stephenson | Jessy Rompies Grace Sari Ysidora  | 6:4, 6:4         |
| 2.  | 13. August 2011    | Gijon      | ITF $10.000 | Hartplatz         | Amy Bowtell          | Amanda Carreras Andrea Gamiz      | w.o.             |
| 3.  | 28. September 2012 | Prag       | ITF $10.000 | Sand              | Angelica Moratelli   | Kateřina Kramperová Magda Linette | 6:3, 5:7, [10:6] |
| 4.  | 12. August 2013    | Innsbruck  | ITF $10.000 | Sand              | Hilda Melander       | Nastja Kolar Polona Reberšak      | 3:6, 6:3, [10:7] |
| 5.  | 12. Oktober 2013   | Athen      | ITF $10.000 | Hartplatz         | Alina Wessel         | Polina Laykina Darya Shulzhanok   | 6:0, 6:3         |
| 6.  | 7. April 2014      | Gloucester | ITF $10.000 | Hartplatz (Halle) | Hilda Melander       | Sarah Beth Askew Katy Dunne       | 7:5, 6:3         |

## Persönliches
Sie besuchte die Gosford Hill School in Kidlington und lebt in Loughborough.